# Gilles Clouzeau
Gilles Clouzeau, né en 1966, est un kayakiste français de slalom. 
Il est médaillé d'argent en kayak monoplace (K1) aux Championnats du monde 1989 à Savage River et médaillé d'or en K1 par équipe aux Championnats du monde 1991 à Tacen.